# Cliftonville FC
Cliftonville FC är ett nordirländskt fotbollslag och spelar i NIFL Premiership. Klubben grundades den 20 september 1879 av John McCredy McAlery i norra Belfast, vilket gör Cliftonville till den äldsta fotbollsklubben i landet. Sedan 1890 har klubben spelat på Solitude, som tar 8000 personer. Supportrarna kommer mestadels från norra och västra Belfast. Laget har vunnit ligan fem gånger (1906, 1910, 1998, 2013 och 2014) samt den irländska cupen 8 gånger.

## Meriter
- Irish Premier League[2]
  - Vinnare (5): 1905/06, 1909/10, 1997/98, 2012/13, 2013/14
- Irish Cup[3]
  - Vinnare (8): 1882/83, 1887/88, 1896/97, 1899/00, 1900/01, 1906/07, 1908/09, 1978/79
- Irish League Cup[4]
  - Vinnare (2): 2003/04, 2012/13
- Gold Cup
  - Vinnare (3): 1923, 1933, 1980

## Trikåer
Hemmakit
| (?) | (?) | 2018/19 | 2019/20 |

## Placering tidigare säsonger
| Säsong  | Nivå | Liga                 | Placering | Referens      |
| ------- | ---- | -------------------- | --------- | ------------- |
| 2007/08 | 1    | Irish Premier League | 3         | [ 5 ]         |
| 2008/09 | 1    | NIFL Premiership     | 6         | [ 6 ]         |
| 2009/10 | 1    | NIFL Premiership     | 2         | [ 7 ]         |
| 2010/11 | 1    | NIFL Premiership     | 4         | [ 8 ]         |
| 2011/12 | 1    | NIFL Premiership     | 3         | [ 9 ]         |
| 2012/13 | 1    | NIFL Premiership     | 1         | [ 10 ]        |
| 2013/14 | 1    | NIFL Premiership     | 1         | [ 11 ]        |
| 2014/15 | 1    | NIFL Premiership     | 5         | [ 12 ]        |
| 2015/16 | 1    | NIFL Premiership     | 4         | [ 13 ]        |
| 2016/17 | 1    | NIFL Premiership     | 5         | [ 14 ]        |
| 2017/18 | 1    | NIFL Premiership     | 5         | [ 15 ]        |
| 2018/19 | 1    | NIFL Premiership     | 5         | [ 16 ]        |
| 2019/20 | 1    | NIFL Premiership     | 4         | [ 17 ] [ 18 ] |
| 2020/21 | 1    | NIFL Premiership     | 5         | [ 19 ]        |
| 2021/22 | 1    | NIFL Premiership     | 2         | [ 20 ]        |
| 2022/23 | 1    | NIFL Premiership     | 4         | [ 21 ]        |
| 2023/24 | 1    | NIFL Premiership     | 3         | [ 22 ]        |
| 2024/25 | 1    | NIFL Premiership     | 7         | [ 23 ]        |